# Пјомбино
Пјомбино (итал. Piombino) град је у средишњој Италији. To је други по величини град округа Ливорно у оквиру италијанске покрајине Тоскана.

## Природне одлике
Град Пјомбино налази се у средишњем делу Италије, 160 км југозападно од Фиренце, седишта покрајине. Град се налази на обали Тиренског мора, наспрам острва Елба. Стога је Пјомбино главно исходиште као овом острву и туристилком одредишту.

## Становништво
Према резултатима пописа становништва 2011. у општини је живело 34.419 становника.
| 1931.  | 1936.  | 1951.  | 1961.  | 1971.  | 1981.  | 1991.  | 2001.  | 2011.  |
| ------ | ------ | ------ | ------ | ------ | ------ | ------ | ------ | ------ |
| 25.981 | 27.548 | 32.336 | 35.940 | 39.654 | 39.401 | 36.774 | 33.925 | 34.419 |

Пјомбино данас има преко 35.000 становника (бројчано други град у округу), махом Италијана. Током протеклих деценија у град се доселило много досељеника из иностранства.

## Партнерски градови
- Flémalle, Bir Gandus

## Галерија
- Улица у средишту Пјомбина
- Главна градска црква
- Стара лука Пјомбина
- Градско пристаниште